# Montafoner Schanzenzentrum
Das Schanzenzentrum Montafon in Tschagguns besteht aus mehreren Skisprungschanzen.

## Geschichte

### Die alte Zelfenschanze
1937 wurde hier mit der „Zelfenschanze“ eine K80 errichtet. Diese war damals die größte Schanze in ganz Österreich. Die Schanze hatte eine Zuschauerkapazität von 6.000 Zuschauern und wurde am 9. Jänner 1938 eröffnet. Skiflugweltrekordler Josef Bradl stand dabei den ersten 80-m-Sprung in Österreich. Während des Zweiten Weltkriegs wurde die Schanzenanlage geschlossen und am 12. März 1946 wiedereröffnet. 
1947 wurden hier die Österreichischen Meisterschaften ausgetragen und im selben Jahr wurde auch der Schanzenrekord mit 87 Meter aufgestellt. Am 12. März 1950 fand noch einmal ein internationales Springen statt und in den 1960er Jahren wurden die Schanzen dann stillgelegt.
Technische Daten der alten Schanze:
| Zelfenschanze              | Zelfenschanze |
| Anlauf                     | Anlauf        |
| -------------------------- | ------------- |
| Anlauflänge                | 40°           |
| Schanzentisch              |               |
| Tischhöhe                  | 2,5 m         |
| Tischlänge                 | 2,75 m        |
| Aufsprung                  |               |
| Konstruktionspunkt         | 80 m          |
| K-Punkt Neigungswinkel (β) | 37,3°         |

### Errichtung des Montafoner Schanzenzentrums
2007 wurde der Wiederaufbau beschlossen. Die Schanzen werden mit Matten belegt sein. Zur Anlage werden zwei kleinere Schanze der Kategorie K 20, K 35, eine mittlere Schanze der Kategorie K 60 und eine Normalschanze der Kategorie K 95 (HS 108) gehören.
Im März 2013 wurde mit dem Bau begonnen.
Am 28. Juni 2014 wurde die Anlage dann im Rahmen eines offiziellen Festakts mit etwa 700 geladenen Gästen und einem Tag der offenen Tür mit 2.000 Besuchern eröffnet.
Als Testbewerb wurde hier am Wochenende vom 26. bis 28. September 2014 der „Alpencup“ ausgetragen.
Die Österreichische Meisterschaft am 12. Oktober 2014 gastierte ebenfalls hier und in Zukunft sollen auch regelmäßig internationale Wettbewerbe stattfinden.
So fanden die Sprungbewerbe sowie die Springen der Kombinierer im Rahmen des Europäischen Olympischen Jugendfestivals (EYOF) vom 25. bis 30. Jänner 2015 auf diesen Anlagen statt.

## Internationale Wettbewerbe
Genannt werden alle von der FIS organisierten Sprung- und Kombinationswettbewerbe.

### Spezialspringen
| Datum              | Kategorie | Schanze | 1. Platz                                                               | 2. Platz                                                             | 3. Platz                                                                                    |
| ------------------ | --------- | ------- | ---------------------------------------------------------------------- | -------------------------------------------------------------------- | ------------------------------------------------------------------------------------------- |
| 26. September 2014 | Alpencup  | HS 108  | Maximilian Steiner Felix Greber                                        |                                                                      | Dominik Mayländer                                                                           |
| 27. September 2014 | Alpencup  | HS 66   | Claudia Purker                                                         | Sophia Görlich                                                       | Lara Malsiner                                                                               |
| 27. September 2014 | Alpencup  | HS 108  | Tilen Bartol Simon Greiderer                                           |                                                                      | Domen Prevc                                                                                 |
| 28. September 2014 | Alpencup  | HS 66   | Pauline Heßler                                                         | Elisabeth Raudaschl                                                  | Sophia Görlich                                                                              |
| 27. Januar 2015    | EYOF      | HS 66   | Sofja Tichonowa                                                        | Henriette Kraus                                                      | Luisa Görlich Agnes Reisch                                                                  |
| 27. Januar 2015    | EYOF      | HS 108  | Niko Kytösaho                                                          | Domen Prevc                                                          | Dawid Jarząbek                                                                              |
| 28. Januar 2015    | EYOF      | HS 108  | SlowenienTine Bogataj Bor Pavlovčič Urban Rogelj Domen Prevc           | FinnlandAndreas Alamommo Niko Löytäinen Joni Markkanen Niko Kytösaho | ÖsterreichJulian Wienerroither Michael Falkensteiner Maximilian Schmalnauer Clemens Leitner |
| 30. Januar 2015    | EYOF      | HS 66   | DeutschlandAgnes Reisch Jonathan Siegel Henriette Kraus Axel Mayländer | RusslandMarija Jakowlewa Maxim Sergejew Sofja Tichonowa Kirill Kotik | TschechienJana Mrákotová Robert Szymeczek Zdeňka Pešatová František Holík                   |

### Nordische Kombination
| Datum              | Kategorie | Schanze | 1. Platz                                                          | 2. Platz                                                                    | 3. Platz                                                             |
| ------------------ | --------- | ------- | ----------------------------------------------------------------- | --------------------------------------------------------------------------- | -------------------------------------------------------------------- |
| 27. September 2014 | Alpencup  | HS108   | Bernhard Flaschberger                                             | Tom Lubitz                                                                  | Noa Ian Mraz                                                         |
| 28. September 2014 | Alpencup  | HS108   | Bernhard Flaschberger                                             | Tom Lubitz                                                                  | Paul Hanf                                                            |
| 26. Januar 2015    | EYOF      | HS 108  | Willi Hengelhaupt                                                 | Severi Taipale                                                              | Samuel Mraz                                                          |
| 28. Januar 2015    | EYOF      | HS 108  | ÖsterreichDaniel Rieder Philipp Kuttin Samuel Mraz Mika Vermeulen | DeutschlandConstantin Schnurr Benedikt Schwaiger Tim Kopp Willi Hengelhaupt | FrankreichYann Laheurte Brice Ottonello Lilian Vaxelaire Theo Rochat |
| 30. Januar 2015    | EYOF      | HS 108  | Willi Hengelhaupt                                                 | Samuel Mraz                                                                 | Theo Rochat                                                          |